# Публій Муцій Сцевола (консул 133 року до н. е.)
Публій Муцій Сцевола (лат. Publius Mucius Scaevola; 180 — 115 до н. е.) — політичний, державний і військовий діяч Римської республіки, видатний правник й красномовець, консул 133 року до н. е., великий понтифік з 130 до 115 року до н. е.

## Життєпис
Походив з роду нобілів Муціїв. Син Публія Муція Сцеволи, консула 175 року до н. е., та Ліцинії, доньки Публія Ліцинія Вара.
З молодості займався юридичними науками, вивчав красномовство. У 141 році до н. е. став народним трибуном; у 136 році до н. е. — претором Риму. У 133 році до н. е. його обрано консулом разом з Луцієм Кальпурнієм Пізоном Фругі. Консультував Тіберія Семпронія Гракха стосовно його земельних законопроєктів — і тому під час дискусій щодо цих законопроетів діяв нерішуче, не намагався зашкодити їхньому прийняттю.
У 130 році до н. е. став великим понтифіком після смерті свого брата Публія Муціана. На цій посаді Сцевола зробив величезну працю, об'єднавши усі аннали, що випускалися колегією понтифіків, у «Великі аннали». Ця праця складалася з 80 книг.
Окрім цього Сцевола не полишав адвокатської практики та зайняття юридичними науками. Випустив декілька праць, які у 131 році до н. е. об'єднав у збірку з 10 книг. Він вважається одним із засадничих римського цивільного права.